# Liste der Kulturdenkmale in Kleinnaundorf (Freital)
Die Liste der Kulturdenkmale in Kleinnaundorf enthält alle Kulturdenkmale des Freitaler Stadtteils Kleinnaundorf. Die Anmerkungen sind zu beachten.
Diese Liste ist eine Teilliste der Liste der Kulturdenkmale in Freital.

## Legende
- Bild: Bild des Kulturdenkmals, ggf. zusätzlich mit einem Link zu weiteren Fotos des Kulturdenkmals im Medienarchiv Wikimedia Commons. Wenn man auf das Kamerasymbol klickt, können Fotos zu Kulturdenkmalen aus dieser Liste hochgeladen werden:
- Bezeichnung: Denkmalgeschützte Objekte und ggf. Bauwerksname des Kulturdenkmals
- Lage: Straßenname und Hausnummer oder Flurstücknummer des Kulturdenkmals. Die Grundsortierung der Liste erfolgt nach dieser Adresse. Der Link (Karte) führt zu verschiedenen Kartendiensten mit der Position des Kulturdenkmals. Fehlt dieser Link, wurden die Koordinaten noch nicht eingetragen. Sind diese bekannt, können sie über ein Tool mit einer Kartenansicht einfach nachgetragen werden. In dieser Kartenansicht sind Kulturdenkmale ohne Koordinaten mit einem roten bzw. orangen Marker dargestellt und können durch Verschieben auf die richtige Position in der Karte mit Koordinaten versehen werden. Kulturdenkmale ohne Bild sind an einem blauen bzw. roten Marker erkennbar.
- Datierung: Baubeginn, Fertigstellung, Datum der Erstnennung oder grobe zeitliche Einordnung entsprechend des Eintrags in der sächsischen Denkmaldatenbank
- Beschreibung: Kurzcharakteristik des Kulturdenkmals entsprechend des Eintrags in der sächsischen Denkmaldatenbank, ggf. ergänzt durch die dort nur selten veröffentlichten Erfassungstexte oder zusätzliche Informationen
- ID: Vom Landesamt für Denkmalpflege Sachsen vergebene, das Kulturdenkmal eindeutig identifizierende Objekt-Nummer. Der Link führt zum PDF-Denkmaldokument des Landesamtes für Denkmalpflege Sachsen. Bei ehemaligen Kulturdenkmalen können die Objektnummern unbekannt sein und deshalb fehlen bzw. die Links von aus der Datenbank entfernten Objektnummern ins Leere führen. Ein ggf. vorhandenes Icon  führt zu den Angaben des Kulturdenkmals bei Wikidata.

## Liste der Kulturdenkmale
| Bild                                    | Bezeichnung | Lage                         | Datierung | Beschreibung | ID       |
| --------------------------------------- | --- | ---------------------------- | --- | --- | -------- |
|                                         | Windbergbahn | (Karte)                      | 1855 (Gewölbedurchlässe und -brücken); 1855–1894 (Nullmeterstein); 1907 (Empfangsgebäude); 1907 (Wartehalle) | Einzeldenkmale der Sachgesamtheit Windbergbahn, Teilabschnitt Freital, OT Kleinnaundorf: Haltepunkt mit Empfangsgebäude (Wartehalle mit Bahndienstraum und Freiabtritt km 8,314), Eisenbahnbrücke (km 8,20, Friedensstraße), Eisenbahnbrücke (km 8,609, Steigerstraße), Eisenbahnbrücke (km 7,303 Kohlenstraße), Eisenbahnbrücke (km 7,9, Kohlenstraße), Durchlass (Meßweg km 6,73) und Kohlenbahnwechselstelle: Postenhaus 77 mit Nebengebäude (Bahnhaus 43, km 7,866) (siehe Sachgesamtheitsliste, OT Kleinnaundorf – ID-Nr. 09301627); weitestgehend original erhaltene Brückenbauwerke sowie Hochbauten der technisch herausragenden, singulären Gebirgsstrecke Windbergbahn, Postenhaus wichtiges Zeugnis der ersten Nutzungsphase als Albertsbahn (bis 1906, Streckenbahnhof) als Abzweigstelle zum wirtschaftlich bedeutenden Windbergschacht, von industriegeschichtlicher und eisenbahngeschichtlicher Bedeutung | 09301630 |
| Direkt Bild zu diesem Denkmal hochladen | Sachgesamtheitsbestandteil der Sachgesamtheit Bergbaumonumente Freital; Baron von Burgk Freiherrliche Werke Freital (ehem.) - Segen-Gottes-Schacht | Am Segen                     | 2. Hälfte 19. Jh. (Bergbauanlagenteil); 1869 (Grablege)                                                      | Sachgesamtheitsbestandteil der Sachgesamtheit Bergbaumonumente Freital im OT Kleinnaundorf mit folgenden Einzeldenkmalen: 1. Steigerhaus (Nr. 2) und Kompressorenstation (neben Nr. 3) als Restgebäude des früheren Segen-Gottes-Schachtes (Einzeldenkmal ID-Nr.08963923) und 2. Bergmannsgrab: Denkmal für die Opfer des Grubenunglücks von 1869 mit umgebender Anlage (Gartendenkmal) in unmittelbarer Nähe des Geländes des Segen-Gottes-Schachtes (Einzeldenkmal ID-Nr. 08963924) (siehe auch Sachgesamtheitsliste Stadt Freital, OT Burgk – ID-Nr. 09303858); besondere ortsgeschichtliche und bergbaugeschichtliche Bedeutung. | 09303862 |
| Weitere Bilder                          | Bergmannsgrab | Am Segen 2, 3 (bei) (Karte)  | 1870 (Bergbauanlage); nach 1869 (Denkmal); 1856–1916 in Betrieb (Schacht)                                    | Einzeldenkmal der Sachgesamtheit Bergbaumonumente Freital im OT Kleinnaundorf: Denkmal für die Opfer des Grubenunglücks von 1869 mit umgebender Anlage in unmittelbarer Nähe des Geländes des Segen-Gottes-Schachtes (siehe auch Sachgesamtheitsliste Stadt Freital, OT Kleinnaundorf – ID-Nr. 09303862); ortsgeschichtliche und bergbaugeschichtliche Bedeutung | 08963924 |
| Direkt Bild zu diesem Denkmal hochladen | Steigerhaus und Kompressorenstation | Am Segen 2, 3 (neben)        | | Einzeldenkmale der Sachgesamtheit Bergbaumonumente Freital im OT Kleinnaundorf: Steigerhaus (Nr. 2) und Kompressorenstation (neben Nr. 3) des früheren Segen-Gottes-Schachtes (siehe auch Sachgesamtheitsliste Stadt Freital, OT Kleinnaundorf – ID-Nr. 09303862); bergbaugeschichtliche Relevanz, bildet mit Bergmannsgrab ein Ensemble | 08963923 |
| Direkt Bild zu diesem Denkmal hochladen | Wohnhaus in offener Bebauung | Feldstraße 1 (Karte)         | bez. 1846 Inschriftfeld über Eingangsportal (Wohnhaus)                                                       | Wohnhaus in offener Bebauung; ortsbildprägende Kubatur in repräsentativer, erhöhter Hanglage, von baugeschichtlicher Bedeutung | 09307276 |
|                                         | Kriegerdenkmal Erster Weltkrieg | Friedensstraße (Karte)       | nach 1918 (Kriegerdenkmal)                                                                                   | Kriegerdenkmal Erster Weltkrieg und Gedenkstein »Befreiung 8.5.45«; gestaltete Anlage, ortsgeschichtlich von Bedeutung | 08964003 |
|                                         | Türgewände | Glockenplatz 27 (Karte)      | bez. 1834 (Gebäudeteil)                                                                                      | Türgewände | 08960555 |
| Weitere Bilder                          | Türgewände | Glockenplatz 28 (Karte)      | bez. 1834 (Gebäudeteil)                                                                                      | Türgewände | 08960554 |
| Weitere Bilder                          | Wohnhaus | Glockenplatz 29 (Karte)      | bez. 1834 Türgewände (Wohnhaus)                                                                              | Wohnhaus in offener Bebauung; Strukturbestandteil des städtebaulich wertvollen Platzensembles | 08960553 |
| Weitere Bilder                          | Wohnstallhaus | Glockenplatz 32 (Karte)      | bez. 1780, Seitengebäude, später (Bauernhaus)                                                                | Wohnstallhaus, Auszugshaus und Seitengebäude eines Dreiseithofes, mit Resten einer Toranlage; Fachwerkbauten, hochgradig in Struktur und Aussehen erhalten, baugeschichtliche und städtebauliche Bedeutung | 08964015 |
| Weitere Bilder                          | Wohnhaus | Glockenplatz 33, 33a (Karte) | 1. Hälfte 19. Jh. (Bauernhof)                                                                                | Wohnhaus und zwei Seitengebäude eines Dreiseithofes; Bauernhaus Obergeschoss zum Teil Fachwerk, strukturprägend, baugeschichtlich von Bedeutung | 08964014 |
|                                         | Wohnhaus | Glockenplatz 34 (Karte)      | um 1800 (Wohnhaus)                                                                                           | Wohnhaus; Obergeschoss Fachwerk, baugeschichtliche und städtebauliche Bedeutung | 08964018 |
|                                         | Wohnhaus | Kaitzbachstraße 3 (Karte)    | 18. Jh. Und später (Wohnhaus)                                                                                | Wohnhaus; Obergeschoss Fachwerk, u. a. baugeschichtliche Bedeutung | 08964011 |
| Direkt Bild zu diesem Denkmal hochladen | Sachgesamtheitsbestandteil der Sachgesamtheit Windbergbahn, Teilabschnitt Freital, OT Kleinnaundor                                                 | Meßweg                       | 1855-1856 (Eisenbahnanlage)                                                                                  | Sachgesamtheitsbestandteil der Sachgesamtheit Windbergbahn, Teilabschnitt Freital, OT Kleinnaundorf mit den Einzeldenkmalen: Haltepunkt mit Empfangsgebäude (Wartehalle mit Bahndienstraum und Freiabtritt km 8,314), Eisenbahnbrücke (km 8,20, Friedensstraße), Eisenbahnbrücke (km 8,609, Steigerstraße), Eisenbahnbrücke (km 7,303 Kohlenstraße), Eisenbahnbrücke (km 7,9, Kohlenstraße), Durchlass (Messweg km 6,73) und Kohlenbahnwechselstelle: Postenhaus 77 mit Nebengebäude (Bahnhaus 43) und dem Sachgesamtheitsteil Streckenverlauf (ID-Nr. 09301623); Sachgesamtheit mit allen Bahnanlagen, darunter Gleisanlagen mit Unter- und Oberbau, Streckenkilometrierung, Fernmelde- und Signalanlagen, Bahnstationen einschl. aller Funktionsbauten, Wärterhäuschen, Brücken und Durchlässen in den Gemeinden Freital (OT Potschappel, Birkigt, Burgk und Kleinnaundorf), Bannewitz (OT Bannewitz, Boderitz, Cunnersdorf, Hänichen und Possendorf) und Dresden (OT Gittersee), technisch herausragende, singuläre Gebirgsstrecke aus der Frühzeit der Eisenbahngeschichte zum Transport der im Freitaler Revier abgebauten Steinkohle und Anbindung der hiesigen Industrie von industriegeschichtlicher und eisenbahngeschichtlicher Bedeutung. | 09301627 |
|                                         | Wegestein | Steigerstraße (Karte)        | bez. 1837 (Wegestein)                                                                                        | Wegestein; verkehrsgeschichtlich von Bedeutung | 08964013 |
| Direkt Bild zu diesem Denkmal hochladen | Sachgesamtheit Friedhof Kleinnaundorf mit Feierhalle                                                                                               | Steigerstraße                | | Sachgesamtheit mit den Einzeldenkmalen: Feierhalle und Einfriedung (Einzeldenkmal ID-Nr 09301374) und dem Friedhof (Gartendenkmal). | 09301375 |
|                                         | Friedhof Kleinnaundorf mit Feierhalle | Steigerstraße (Karte)        | Feierhalle bez. 1950                                                                                         | Einzeldenkmale der Sachgesamtheit: Feierhalle, Aufbahrungshaus und Einfriedung (Sachgesamtheit ID-Nr. 09301375, gleiche Anschrift); baugeschichtlich von Bedeutung | 09301374 |
| Weitere Bilder                          | Wohnhaus | Steigerstraße 5 (Karte)      | bez. 1853 (Türgewände), Kern aber wahrscheinlich älter                                                       | Wohnhaus; Obergeschoss Fachwerk, baugeschichtliche Bedeutung | 08964012 |
| Weitere Bilder                          | Schulgebäude | Steigerstraße 14 (Karte)     | bez. 1893 (Dachreiter)                                                                                       | Schulgebäude; bau- und ortshistorische Bedeutung | 08964009 |
| Weitere Bilder                          | Ehemalige Schule | Steigerstraße 16 (Karte)     | um 1860 (Schule)                                                                                             | Ehemalige Schule; bau- und ortshistorisch von Bedeutung | 08964010 |
| Weitere Bilder                          | Wohnhaus | Steigerstraße 24 (Karte)     | 1. Hälfte 19. Jh. (Wohnhaus)                                                                                 | Wohnhaus; mit Resten von Fachwerk, Bestandteil der Ortskernbebauung, baugeschichtlich von Bedeutung | 08964006 |
|                                         | Pumpstation | Steinbruchstraße (Karte)     | um 1910 (Pumpenhaus)                                                                                         | Pumpstation; technikgeschichtlich von Bedeutung | 08964019 |